# Campbell Watts
Campbell Watts (* 10. November 1995) ist ein australischer Ruderer.

## Sportliche Karriere
Der in Sydney aufgewachsene Campbell Watts debütierte 2017 im Ruder-Weltcup, als er in Posen den vierten Platz mit dem australischen Achter erreichte. Bei den Weltmeisterschaften in Sarasota belegte der Achter den achten Platz. 2018 trat der 1,95 m große Campbell Watts im Weltcup im Einer an, erreichte aber zweimal nur das C-Finale. Bei den Weltmeisterschaften in Plowdiw gewannen Caleb Antill, Campbell Watts, Alexander Purnell und David Watts die Silbermedaille hinter dem italienischen Doppelvierer. Ein Jahr später bei den Weltmeisterschaften in Linz/Ottensheim lagen Hamish Playfair, Campbell Watts, Cameron Girdlestone und David Watts als Vierte fast fünf Sekunden hinter den drittplatzierten Italienern.
Campbell Watts ruderte für den Boat Club der Sydney University.